# Bidegoyan
Bidegoyan (em castelhano) ou Bidania-Goiatz (em basco) é um município da Espanha na província de Guipúscoa, comunidade autónoma do País Basco, de área 130,7 km² com população de 483 habitantes (2007) e densidade populacional de 1,69 hab./km².

## Demografia
| Variação demográfica do município entre 1991 e 2004 | Variação demográfica do município entre 1991 e 2004 | Variação demográfica do município entre 1991 e 2004 | Variação demográfica do município entre 1991 e 2004 |
| --------------------------------------------------- | --------------------------------------------------- | --------------------------------------------------- | --------------------------------------------------- |
| 1991                                                | 1996                                                | 2001                                                | 2004                                                |
| 441                                                 | 421                                                 | 427                                                 | 439                                                 |